# Francesco Corselli
Francesco Corselli o Francisco Courcelle (Piacenza, 19 aprile 1705 – Madrid, 3 aprile 1778) è stato un compositore italiano del periodo barocco, maestro di cappella alla corte di Madrid, dove lavorò per oltre trent'anni.
Compose musica religiosa ed opere nello stesso periodo in cui visse il castrato Farinelli. Fu in contatto con i più importanti compositori spagnoli del suo tempo, Antonio Soler e José de Nebra, con i quali lavorò per accrescere il prestigio della cappella reale. Corselli è considerato un tassello essenziale nello sviluppo del tardo barocco e nella sua successiva transizione al classicismo. Per la qualità delle sue opere è annoverato tra i più importanti compositori operanti in Spagna nel periodo storico in cui visse.

## Biografia

### Formazione
Francesco Courcelle nacque nel 1705 a Piacenza, città facente parte del ducato di Parma, da Juana Medard e Charles Courcelle, maestro di danza di Elisabetta Farnese (in seguito regina di Spagna). La sua formazione musicale non è nota con esattezza, ma si ritiene che abbia studiato con Geminiano Giacomelli, maestro di cappella della corte di Parma e della chiesa di Santa Maria della Steccata, negli anni 1719-1727 e 1732-1737. 
Già in tenera età Corselli si costruì una reputazione nel proprio campo non solo a Piacenza, ma anche a Parma, dove sostituì temporaneamente Geminiano Giacomelli, capo della cappella reale dei duchi (zii di Elisabetta Farnese) e dalla chiesa di Santa Maria. 
Le poche opere conosciute di questo periodo sono di carattere sacro, in particolare la Messa nelle Cinque Voci con VV e Oboe (1729) e l'oratorio Sainte Clotilde (1732), ultima opera composta in Italia. 
Nella primavera del 1731, la sua prima opera, La Venere placata, fu presentata al Teatro San Samuele di Venezia, su un libretto di Claudio Nicola Stampa; poi al carnevale dell'anno successivo montò Nino, questa volta creato al Teatro Sant'Angelo, su libretto di Ippolito Zaneli. 
Quando Giacomelli tornò a Parma nel 1732, Corselli abbandonò il suo incarico a corte e in chiesa, rimanendo per alcuni mesi alla corte parmigiana come maestro dell'Infante Carlo di Borbone. Nell'autunno del 1733 decise di trasferirsi a Madrid in cerca di nuove opportunità. 

### Madrid
Il musicista arrivò in Spagna alla fine del 1733, proponendosi come insegnante di musica per gli Infanti più giovani, posto in quel momento vacante e che ottenne il 19 marzo 1734 per l'Infanta Maria Teresa Raffaella di Borbone-Spagna e nel marzo o aprile 1736 per l'Infanta Maria Antonia di Borbone-Spagna . Fece anche domanda per il posto di maestro della cappella reale di Filippo V, ma questo posto fu occupato da José de Torres e Felipe Falconi rispettivamente maestro e sostituto. La richiesta fu respinta. 
| «D. Francisco Corseli Maestro de Capilla, hijo de D. Carlos Corseli de nación francés, que tuvo la honra de servir de maestro de baile a S.M. La Reina, puesto a los R.P. de V.M., dice haber nacido en Piacenza, y después de pasados sus estudios haberse aplicado a la música y adquirido en ella el necesario conocimiento para llegar a ser compositor, como lo ha hecho reconocer con su corta habilidad, no solamente en su patria y en Parma, al servicio de los últimos Serenísimos Señores Duques Farnesio, sino también en otras ciudades de Italia en funciones de iglesias y teatros, y particularmente en Venecia […] ; por cuyo fin, suplica a V.M. se digne a concederle la gracia de poder enseñar a los expresados Serenísimos Señores Infantes en ausencia de su Maestro, y sin prejuicio de nadie, acordarle una futura de Maestro en la Real Capilla, y en interín para su decente manutención los sueldos y emolumentos que corresponden a dichos empleos, maravedíes que espera recibir de la Real Clemencia de V.M. | «Don Francesco Corselli, Maestro di cappella, figlio di Don Carlo Corselli di nazionalità francese, che ebbe l'onore di servire come maestro di ballo Sua Maestà la Regina, al servizio di R.P. della S.V, dice di essere nato a Piacenza e, una volta terminati i suoi studi di essersi applicato alla musica e di averne acquisita la necessaria conoscenza per essere riconosciuto compositore, curante la sua breve carriera, non solo nella sua patria e in Parma, al servizio dei Serenissimi Signori Duchi Farnese, bensì anche in chiese e teatri di altre città d'Italia e particolarmente a Venezia; perciò supplica la S.V. perché si degni di concedergli la grazia di poter insegnare ai menzionati Serenissimi Signori Infanti in assenza del loro Maestro e, senza pregiudizio di nessuno, di accordargli un futuro come Maestro di cappella, e nell'interim, di concedergli per vivere dignitosamente gli emolumenti corrispondenti a tale impiego, Maravedí che egli spera di ricevere dalla reale clemenza della S.V. |

La motivazione di Corselli era forse legata al fatto che la regina consorte di Filippo V è Elisabetta Farnese, allieva di danza di suo padre; inoltre l'origine parmigiano-francese del compositore non poteva che essere ben vista dai due monarchi. 
La salute declinante di José de Torres e Felipe Falconi, spinge Courcelle qualche anno più tardi a cercare nuovamente l'incarico alla Cappella con l'intercessione della principessa delle Asturie, Maria Barbara di Braganza, che, inizialmente, è inoltrato in modo informale: il 13 giugno 1737, il re decreta la sua nomina come insegnante interinale - e dopo la morte dei due padroni (avvenuta a distanza di alcuni mesi), con pieni poteri. 
| «He concedido a Francisco Courcelle futura de la plaza de Maestro de mi Real Capilla con ausencias y enfermedades de los que sirven en propiedad hora esta plaza, señalándole el goze de 1500 ducados de vellón cada año, situado en la consignación de la misma capilla, que he mandado aumentarla en esta cantidad, cuando llegue el caso de servir este sujeto en propiedad la expresada plaza.— Documento dirigido por Felipe V al patriarca de las indias el 19/6/1737[5]. » |  |  | «Ho concesso a Francesco Corcelli l'interim di Maestro della mia Cappella reale in caso di assenza o di malattia di coloro preposti attualmente a tale ufficio, corrispondendogli 1.500 ducati di compenso all'anno, situati nella consegna della stessa cappella, che ho comandato di aumentare a tale importo, quando il caso arrivi a servire questo argomento in proprietà nel luogo espresso. - Documento indirizzato da Filippo V al Patriarca delle Indie il 19 giugno 1737 |

Si sposò nel 1738 con la francese Honorata Carlota Peret Marie Laboulay, con la quale ebbe quattro figlie. Fu in quelle circostanze che, in un momento imprecisato, italianizzò il suo nome in Francesco Corselli. 
L'incendio dell'Alcazar de Madrid nel 1734 causò la distruzione quasi completa degli archivi musicali. Corselli si trovò quindi costretto a procurare alla Cappella un gran numero di opere religiose, prevenienti tanto dalla sua stessa penna, quanto da quelle di maestri spagnoli (ad esempio José de Torres o Domènec Terradellas) o stranieri (compositori della portata di Nicola Porpora, Alessandro Scarlatti o Francesco Durante). 
Dopo la morte di Filippo V e l'ammodernamento della Cappella reale realizzato da Zenón de Somodevilla y Bengoechea, il compositore fu promosso al posto di vice-maestro e vicerettore, e nel 1751, quando l'organista in carica, José de Nebra, era assente, lavorò nella stanza dei re nelle residenze reali. Da allora la sua produzione religiosa si moltiplicò e compose un gran numero di cantate, salmi, sequenze, inni evangelici, inni, invocazioni, lamenti, litanie, masse e mottetti per lo più conservati negli archivi del Palazzo Reale. Il suo principale contributo in quegli anni, oltre alla sua attività di compositore, fu il lavoro di modernizzazione della struttura dell'orchestra della cappella, con l'aumento del numero di basi musicali o l'integrazione di strumenti precedentemente inutilizzati, come la Viola da gamba e con il bilanciamento degli strumenti a fiato e degli archi.

### Teatro
Dopo la scomparsa della compagnia teatrale italiana che si esibiva al Teatro de Los Caños del Peral di Madrid, si formò una compagnia spagnola, composta dai migliori cantanti delle compagnie provenienti dal Teatro de la Cruz e dal Teatro (o Corral) del Principe, il cui obiettivo era l'interpretazione delle opere italiane, con testi tradotti. 
Corselli compose nel 1735 La cautela nell'amore e il robo de las Sabinas, un dramma in due atti in stile napoletano. 

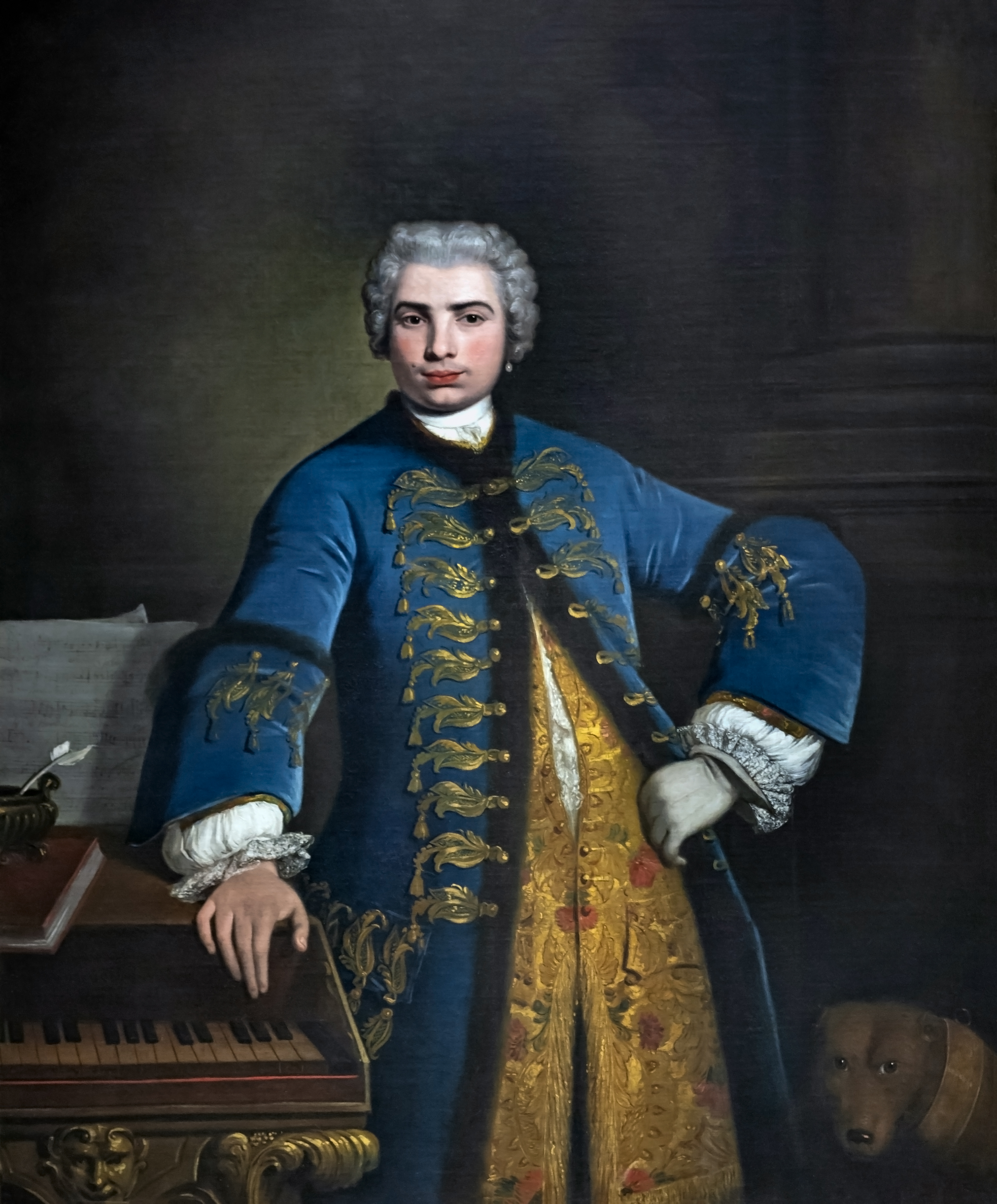
Farinelli, ritratto di Bartolomeo Nazari, 1734.

Più tardi, in occasione del matrimonio di Carlo III di Spagna con Maria Amalia di Sassonia il 9 maggio 1738, Corselli allestì, su libretto di Metastasio, l'opera Alessandro nelle Indie, un successo clamoroso basato tanto sulla bellezza della musica quanto sulla ricchezza dello spettacolo offerto al Real Coliseo del Buen Retiro. 
Nel 1739 ottenne forse il suo più grande successo teatrale con Farnace, un dramma scritto in occasione del matrimonio del secondo figlio di Isabella Farnese, l'Infante Filippo I di Parma, con Luisa Elisabetta di Borbone-Francia [1] . La sua fantastica accoglienza fece in modo che quest'opera fosse eseguita in altre cerimonie legate alle celebrazioni della famiglia reale. 
Corselli fu scelto come compositore delle musiche di un altro evento reale: il matrimonio dell'Infanta Maria Teresa Raffaella di Borbone-Spagna con Luigi Ferdinando di Borbone-Francia. L'8 dicembre 1744, al Coliseo del Buen Retiro, viene creato il dramma Achille a Sciro, su libretto di Metastasio . Collabora con Francisco Coradini e Juan B. Mele, per la composizione di due pasticci: La clemencia de Tito (libretto Metastasio ) e Le Polifemo (libretto Rolli). Durante queste esibizioni avvenne il famoso castrato Farinelli, che risiedeva già a Madrid. 
Le feste reali continuarono ad essere fonte di creazioni drammatiche come la serenata L'Asilo d'amore, su libretto di Metastasio, eseguita in occasione del matrimonio dell'Infanta Maria Antonietta e del Duca di Savoia, il 8 . Infine, l'ultimo dei suoi lavori teatrali è l'intermedio Il cuoco o sia Il marchese . 
La vita di Francesco Corselli dalla metà del secolo è priva di elementi significativi. Dopo l'adesione al trono di Ferdinando VI, questo mostra la sua preferenza nel dominio teatrale per Farinelli e i suoi spettacoli virtuosi e cortigiani. Francesco Corselli ha quindi lottato per trovare l'opportunità di comporre per il palcoscenico. Dopo quarantaquattro anni trascorsi a Madrid, Francisco Courcelle morì il 3 aprile 1778, a seguito di un incidente. 

## Opere
Corselli fu un compositore prolifico, soprattutto nei generi vocali. 

### Musica per il palcoscenico

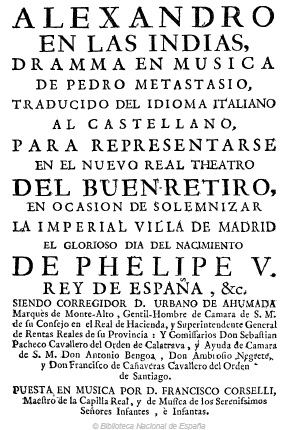
Copertina di Alessandro nelle Indie (Corselli / Metastasio).

Tra le decine d'pere, due delle quali sono di attribuzione dubbia, solo Farnace (1739) e Achille in Sciro (1744) sono complete. 
- La venere placata, dramma per musica (libretto di Claudio Nicola Stampa), Teatro Grimandi San Samuele, Venezia, 1731.
- Nino, dramma per musica (libretto di Ippolito Zanelli / Vincenzo Cassani) Teatro Sant'Angelo, Venezia, 1732.
- Sante Clotilde, oratorio (Venezia, 1733)
- La cautela nell'amore e El robo de las sabinas (libretto di Juan de Agramont e Toledo), dramma in 2 atti. Teatro del Caños du Peral, Madrid, 1735.
- Alessandro nelle Indie, dramma per musica (libretto di Pietro Metastasio), Buen Retiro, Madrid, 1738.
- Farnace (libretto di Pietro Metastasio), Madrid, 1739
- Achille in Sciro (libretto di Pietro Metastasio), Madrid, 1744
- La clemenza che ho dato a Tito, con Corradini e Mele (libretto di Pietro Metastasio), Madrid, 1747
- Polifemo, con Corradini & Mele (libretto di Pietro Metastasio), Madrid, 1748
- L'asilo d'amour, serenata (libretto di Pietro Metastasio), Buen Retiro, Madrid, 1750
- Il cuoco ovvero il marchese Du Bosco, intermezzo, Madrid, 1750

### Musica sacra
447 composizioni sacre: 
- 19 messe
- 5 messe da Requiem
- Salmi, mottetti, miserere, magnificat
- Litanie, lamenti, Te Deum
- Orologi, antifonie, sequenze
- Cantate e Villancicos

### Musica strumentale
- Concerti per archi
- 7 sonate per violino e violoncello

## Discografia
- Farnace, A. Vivaldi / F. Corselli - Il concerto delle nazioni, dir. Jordi Savall (26, 28 ottobre 2001, 3CD AliaVox) OCLC 830157494
- Francesco Corselli, Musica alla Corte di Spagna: Apertura, arie, lamenti - Nuria Rial, soprano; El Concierto Español, dir. e violino Emilio Moreno (febbraio 2002, Glossa GCD 920307 / GCD C80307) OCLC 53198040, (notice BnF n o FRBNF43739127)
- Cerimonie reali - La vera cappella di Madrid, dir. Oscar Gershensohn (19-23 agosto 2008, 2CD Verso VRS 2116) OCLC 880982111, (notice BnF n o FRBNF43635480)